# Munhwa Broadcasting Corporation
Munhwa Broadcasting Corporation (MBC, кореј. 주식회사문화방송; Jusikhoesa Munhwa Bangsong) је јужнокорејски радио и телевизијски емитер основан 1961. Његов водећи телевизијски канал је MBC TV на каналу 11 за дигиталне и кабловске.
MBC се састоји од мултимедијалне групе са једним земаљским ТВ каналом, три радио канала, пет кабловских канала, пет сателитских канала и четири ДМБ канала.